# Conistra unicolorspadicea
Conistra unicolorspadicea là một loài bướm đêm trong họ Noctuidae.